# Keetia obovata
Keetia obovata là một loài thực vật có hoa trong họ Thiến thảo. Loài này được Jongkind mô tả khoa học đầu tiên năm 2002.